# Громадянське суспільство і влада (вебсайт)
«Громадянське суспільство і влада» — український сайт, інтерактивна урядова інформаційно-аналітична система, що підтримується Управлінням у зв'язках з громадськістю Секретаріату Кабміну України.
Сайт діє в рамках Концепції сприяння органами виконавчої влади розвитку громадянського суспільства, схваленої Розпорядженням Кабінету Міністрів України № 1035-р від 21 листопада 2007 р. «Про схвалення Концепції сприяння органами виконавчої влади розвитку громадянського суспільства», і Плану заходів щодо реалізації у 2008 році цієї Концепції, затвердженого Розпорядженням Кабінету Міністрів України № 784-р від 28 травня 2008 р. «Про затвердження плану заходів щодо реалізації у 2008 році Концепції сприяння органами виконавчої влади розвитку громадянського суспільства»:
|  | Забезпечити проведення консультацій з громадськістю з питань формування та реалізації державної політики у відповідній сфері із застосуванням вебсайтів органів виконавчої влади і спеціально створеного урядового вебсайту «Громадянське суспільство і влада» та широкої роз'яснювальної роботи щодо змісту проектів нормативно-правових актів |

## Вміст
На сайті розміщено реєстри всеукраїнських, місцевих, а також міжнародних об'єднань громадян, що діють в Україні:
- політичних партій;
- громадських організацій;
- благодійних організацій;
- релігійних організацій;
- професійних спілок і їхніх об'єднань;
- творчих спілок.

Також є:
- перелік громадських рад при центральних органах державної виконавчої влади, представлені нормативно-правові й організаційні засади діяльності таких рад;
- словник термінів громадянського суспільства та перелік нормативно-правових актів у цій сфері;
- контактні відомості структурних підрозділів центральних і місцевих органів державної виконавчої влади з питань взаємодії із засобами масової інформації й зв'язків із громадськістю.

Сайт оголошує анонси:
- відкритих заходів центральних і місцевих органів державної виконавчої влади (зокрема, «гарячих» телефонних ліній);
- заходів, що проводяться за ініціативи громадських організацій;
- публічних звітів керівника органу виконавчої влади у розділі «Публічні звіти органів виконавчої влади» [3]

## Проведення електронних консультацій з громадськістю
На виконання Плану заходів щодо реалізації у 2008 році Концепції сприяння органами виконавчої влади розвитку громадянського суспільства на сайті забезпечується проведення консультацій із громадськістю.

## Урядовий електронний інформаційний бюлетень «Діалог»
На сайті розміщується щомісячний електронний інформаційний бюлетень Секретаріату Кабінету Міністрів України «Діалог», що розсилається громадським об'єднанням електронною поштою безкоштовно, в якому розміщується інформація щодо запланованих публічних заходів центральних і місцевих органів виконавчої влади, проведення телефонних «гарячих ліній» Кабінету Міністрів України, проекти нормативно-правових документів і коментарі до прийнятих рішень уряду у сфері забезпечення відкритості та прозорості діяльності органів виконавчої влади, сприяння розвитку громадянського суспільства й удосконалення інформаційної політики держави, інші матеріали.